# Copibryophila
Copibryophila là một chi bướm đêm thuộc họ Noctuidae.

## Các loài
- Copibryophila angelica Smith, 1900